# Exhibition flair
L'exhibition flair è una specializzazione del Flair bartending.

## Caratteristiche
- Utilizza solo bottiglie vuote o con al max 2 once di prodotto allo solo scopo di attirare l'attenzione del cliente e indurlo ad ordinare.
- A differenza del Working flair, nell'exhibition flair non si costruiscono cocktail
- Sono ammesse rotazioni, lanci delle bottiglie simili al Juggling circense, e l'utilizzo di bottiglie infuocate (Fire bottles).

## Percorso professionale
Si frequentano corsi di American Bartending diventando Bartender e solo in seguito iscrivendosi  a corsi di Flair bartending si diventa Flair bartender e quindi specialisti in exhibition flair.